# لوبر (آرکانزاس)
لوبر (به انگلیسی: Luber) یک منطقهٔ مسکونی در ایالات متحده آمریکا است که در شهرستان استون، آرکانزاس واقع شده‌است. لوبر ۳۶۷٫۹ متر بالاتر از سطح دریا واقع شده‌است.